# Jean-Luc Ndayishimiye
Jean-Luc Ndayishimiye (ur. 15 czerwca 1988 w Kigali) – rwandyjski piłkarz grający na pozycji bramkarza. Od 2022 jest zawodnikiem klubu Bugesera FC.

## Kariera klubowa
Swoją karierę piłkarską Ndayishimiye rozpoczął w klubie Atraco FC. W sezonie 2007/2008 zadebiutował w jego barwach w pierwszej lidze rwandyjskiej. W debiutanckim sezonie został z nim mistrzem Rwandy. Natomiast w sezonie 2008/2009 wywalczył wicemistrzostwo tego kraju oraz zdobył Puchar Rwandy. W latach 2009–2013 występował w APR FC. Trzykrotnie sięgnął z nim po dublet (mistrzostwo i puchar kraju) w sezonach 2009/2010, 2010/2011 i 2011/2012. W latach 2013–2018 występował w Rayon Sports FC. Wywalczył z nim mistrzostwo Rwandy w sezonie 2016/2017, dwa wicemistrzostwa w sezonach 2013/2014 i 2015/2016 oraz Puchar Rwandy w 2016 roku. W sezonie 2018/2019 był zawodnikiem kenijskiego AFC Leopards. W latach 2019–2022 grał w AS Kigali FC. W sezonie 2020/2021 został wicemistrzem Rwandy, a w sezonie 2021/2022 sięgnął po krajowy puchar. W 2022 przeszedł do Bugesera FC.

## Kariera reprezentacyjna
W reprezentacji Rwandy Ndayishimiye zadebiutował 11 grudnia 2007 w przegranym 0:2 meczu CECAFA Cup 2007 z Ugandą, rozegranym w Dar es Salaam. Od 2007 do 2019 wystąpił w kadrze narodowej 59 razy.